# Lee Daniels
Lee Louis Daniels (Filadelfia, Pensilvania; 24 de diciembre de 1959) es un productor y director de cine estadounidense, conocido principalmente por producir Monster's Ball y dirigir Precious, por la que fue nominado a los Premios Óscar. También es cocreador, productor ejecutivo y director de las series televisivas Empire y Star.
Daniels no tiene una educación formal en la industria, ya que nunca asistió a una escuela de cine. Sus producciones acostumbran abordar temáticas íntimas y comprometidas como el racismo, la violencia familiar y el sexo.
Mientras que Monster's Ball llevó a la actriz Halle Berry a convertirse en la primera artista de raza negra en ganar el Óscar a mejor actriz, Precious representó la primera nominación de un afroamericano para el premio del Sindicato de Directores a la mejor dirección (galardón que finalmente fue por primera vez a manos de una mujer, Kathryn Bigelow). Sin embargo, el propio Daniels (quien también es el segundo director negro nominado a un Óscar) en distintas oportunidades ha priorizado el trabajo y el talento por sobre las cuestiones raciales, por ejemplo al opinar sobre la polémica en torno a la ausencia en artistas negros entre los nominados a los premios de la Academia:

¡Los Óscar tan blancos! ¿Y qué importa? Haz tu trabajo, deja que tu legado hable y deja de quejarte, hombre. ¿Realmente estamos en esto por los premios?
Lee Daniels, New York Times

La revista Time lo incluyó en 2015 entre las cien personas más influyentes.

## Biografía
Daniels, el mayor de cinco hermanos, tuvo una relación difícil con su padre, un policía de Filadelfia que no aceptó que su hijo se declarara abiertamente homosexual desde temprana edad. Luego de cursar por dos años en la Universidad Lindenwood, a los 21 años fundó una agencia de enfermería, que más tarde vendería por 2 millones de dólares.
Esto le permitió ingresar en el mundo del espectáculo, primero como director de casting y mánager (trabajó para las películas de Prince Purple Rain y Under the Cherry Moon) y luego creando Lee Daniels Entertainment, su propia compañía de producción.
Por esos días Daniels se recuperó de una época de abuso de drogas. Él mismo aseguró que decidió cambiar su vida al ver cómo el actor Wes Bentley (a quien representó como mánager) "arruinó muchas oportunidades" por su adicción a las drogas luego de su papel en American Beauty.
Tras el suceso de crítica y público de Monster's Ball, su debut como productor, Daniels no pudo repetir el éxito con El leñador, un drama que aborda la pedofilia. Mientras tanto, trabajó junto al expresidente Bill Clinton en anuncios publicitarios que alentaban a la juventud negra a votar.
Su ópera prima fue Shadowboxer, una historia sobre una madrastra y su hijastro, ambos asesinos a sueldo, que Daniels calificó como su trabajo más personal: "Shadowboxer fue basada en mi vida. Conocí asesinos, como mi tío (...) La gente que ha ido a la cárcel por asesinato también son seres humanos". La película no tuvo el apoyo del público y recibió críticas negativas y positivas.
Su consagración fue con Precious, la historia de una adolescente negra obesa (Gabourey Sidibe) que debe lidiar con una madre maltratadora (Mo'Nique). "Fue mi intención hacerte llorar y que luego comiences a reír", dijo Daniels sobre la película, y también recordó: "Cuando proyectamos Precious en el teatro Magic Johnson de Harlem había doscientas personas negras, y yo pensé que era una comedia porque estaban riendo. Luego la proyectamos en Sundance con toda esa gente blanca, ¡y era arte!".
Precious fue muy bien recibida por la crítica y el público. Ganó dos premios Óscar (mejor actriz de reparto para Mo'Nique y mejor guion adaptado para Geoffrey Fletcher) y fue nominada a otros cuatro (mejor película, mejor actriz, mejor dirección y mejor montaje), mientras que Mo'Nique también ganó como mejor actriz de reparto en los premios Golden Globe, en los BAFTA, en los Premios del Sindicato de Actores, en los Premios Independent Spirit, en el Festival de Sundance (el premio especial del jurado), entre otros.
Daniels obtuvo con Precious el premio AFI a película del año, los premios African-American Film Critics Association a mejor director y mejor película, el premio de la audiencia en el Festival Internacional de Cine de Chicago, mejor director y mejor película en los Independent Spirit Award, los premios de la audiencia y del gran jurado en drama del Festival de Sundance y el premio del público en Toronto, entre otros.

## Filmografía
| Año           | Título               | Director | Productor | Escritor | Creador | Actor | Protagonistas                                    |
| ------------- | -------------------- | -------- | --------- | -------- | ------- | ----- | ------------------------------------------------ |
| 2001          | Monster's Ball       |          |           |          |         |       | Billy Bob Thornton, Heath Ledger, Halle Berry    |
| 2004          | Agnes y sus hermanos |          |           |          |         |       | Martin Weiß, Moritz Bleibtreu, Herbert Knaup     |
| 2004          | El leñador           |          |           |          |         |       | Michael Shannon, Kyra Sedgwick, Kevin Bacon      |
| 2005          | Shadowboxer          |          |           |          |         |       | Cuba Gooding, Jr., Helen Mirren, Vanessa Ferlito |
| 2008          | Tennessee            |          |           |          |         |       | Ethan Peck, Adam Rothenberg, Mariah Carey        |
| 2009          | Precious             |          |           |          |         |       | Gabourey Sidibe, Mo'nique, Paula Patton          |
| 2012          | The Paperboy         |          |           |          |         |       | Matthew McConaughey, Zac Efron, John Cusack      |
| 2013          | The Butler           |          |           |          |         |       | Forest Whitaker, Oprah Winfrey, John Cusack      |
| 2015-presente | Empire (serie de TV) |          |           |          |         |       | Terrence Howard, Taraji P. Henson, Trai Byers    |
| 2016-presente | Star (serie de TV)   |          |           |          |         |       | Brittany O'Grady, Jude Demorest, Ryan Destiny    |

## Premios y distinciones
Premios Óscar
| Año  | Categoría      | Película | Resultado |
| ---- | -------------- | -------- | --------- |
| 2010 | Mejor película | Precious | Nominado  |
| 2010 | Mejor director | Precious | Nominado  |

Festival Internacional de Cine de San Sebastián
| Año  | Categoría                | Película | Resultado |
| ---- | ------------------------ | -------- | --------- |
| 2009 | Premio TCM del Público   | Precious | Ganador   |
| 2009 | Premio TVE - Otra Mirada | Precious | Ganador   |